# Кочанівка (присілок)
Кочанівка (рос. Кочановка) — присілок в Льговському районі Курської області Російської Федерації.
Населення становить 79 осіб. Входить до складу муніципального утворення Селекційна сільрада.

## Історія
Населений пункт розташований на території українського етнічного та культурного краю Східна Слобожанщина.
Від 2004 року входить до складу муніципального утворення Селекційна сільрада.

## Населення
1. Н/Д[2]